# Uporządkowanie dalekiego zasięgu
Uporządkowanie dalekiego zasięgu – regularne uporządkowanie cząsteczek, atomów lub jonów w materiałach, występujące w obszarze, którego rozmiar w najdłuższym kierunku jest wielokrotnie większy od rozmiarów porządkujących się cząsteczek. Zwykle przyjmuje się, że uporządkowanie jest dalekozasięgowe, gdy regularne struktury w materiale występują na odległościach nie mniejszych niż 100-200 nanometrów.
Tego rodzaju uporządkowanie jest obserwowane głównie w ciałach stałych, posiadających dającą się zidentyfikować (np. rentgenograficznie) strukturę krystaliczną. Występuje ono jednak także w kwazikryształach, kryształach condis, kryształach plastycznych, ciekłych kryształach, niektórych mieszaninach (np. tzw. nanożelach i roztworach koloidalnych), a także w wielu materiałach naturalnych, które nie mają ściśle krystalicznej struktury – takich jak np. drewno.
Z drugiej strony, nie każde ciało stałe wykazuje tego rodzaju uporządkowanie. Ciała stałe niemające uporządkowania dalekiego zasięgu nazywa się amorficznymi. Przykładem ciała amorficznego jest szkło. W szkle występują jedynie lokalne obszary zagęszczenia zwane domenami lub klastrami, gdzie aniony krzemotlenowe są w jakiś sposób wzajemnie zorientowane. Rozmiar tych obszarów nie przekracza jednak 20 Å, przez co nie stanowi siatki dyfrakcyjnej dla promieniowania rentgenowskiego. Uporządkowania dalekiego zasięgu nie wykazują też stałe materiały amorficzne.